# Estelle Sapir
Estelle Sapir (1923 / 1926 w Warszawie, zm. 13 kwietnia 1999 w Queens, New York) – polska Żydówka ocalała z Holokaustu, która zyskała sławę za sprawą wytoczonego przez nią procesu, w którym domagała się od szwajcarskiej branży bankowej, w szczególności od Credit Suisse, zwrotu lokat bankowych założonych przez jej ojca, Józefa Sapira, zanim zginął w hitlerowskim obozie koncentracyjnym na Majdanku w czasie II wojny światowej. Jej zeznania w trakcie procesu, szeroko komentowane przez światową prasę, uczyniły z niej symbol tysięcy osób walczących o odszkodowania od szwajcarskich banków za kosztowności zdeponowane przez ofiary Zagłady.
Estelle Sapir urodziła się w Warszawie, jako córka żydowskiego przedsiębiorcy Józefa Sapira, właściciela kilku firm. Jej dokładna data urodzenia nie jest znana, prasa podawała ją jako 1925, 1926 lub 1927. W przededniu II wojny światowej jej ojciec wywiózł całą rodzinę do Paryża, jednak wkrótce i tam wojna dotarła. Swojego ojca po raz ostatni widziała w 1942, przez druty obozu przejściowego w Rivesaltes w południowej Francji. Ten miał przekazać jej listę banków, w których zdeponował przed wojną dużą część swoich oszczędności. Zginął na Majdanku w rok później.
Z paryskiego mieszkania swojej rodziny Sapir wydostała księgi finansowe ojca, które udało jej się przechować do końca wojny. W czasie wojny ukrywała się we Francji, współpracowała także z francuskim ruchem oporu, w którym przeszła m.in. szkolenie z sabotażu. W 1946 rozpoczęła walkę o odzyskanie zgromadzonego przez ojca majątku w Paryżu, Londynie, a ostatecznie w 1947 także w Credit Suisse w Genewie.
Z ksiąg ojca wynikało, że w 1939 w szwajcarskim banku zdeponował równowartość 82 875 dolarów amerykańskich. Gdy jednak zgłosiła się by je odebrać, Credit Suisse zażądał, by Sapir przedstawiła świadectwo zgonu jej ojca oraz dokładną listę depozytów, by ta mogła wycofać pieniądze z założonych przez niego kont. Jako że takiego świadectwa być nie mogło w związku z okolicznościami śmierci Józefa Sapira w trakcie Holokaustu, bank odmówił wydania środków, a sprawa ciągnęła się przez kilkadziesiąt kolejnych lat. Londyńskie i paryskie banki wypłaciły środki natychmiast, natomiast Credit Suisse odmawiało za każdym razem, wobec czego po około dekadzie przestała próbować. W 1969 przeniosła się na stałe do Stanów Zjednoczonych, przez kolejnych 27 lat pracowała w aptece, w 1996 przeszła na emeryturę.
Do sprawy środków zgromadzonych przez ojca w szwajcarskim banku powróciła w latach 90. XX wieku, gdy z mediów dowiedziała się, że amerykański senator Al D’Amato planuje śledztwo w sprawie depozytów w szwajcarskich bankach. Ostatecznie w 1997 Estelle Sapir stała się główną powódką w wytoczonym szwajcarskiemu bankowi pozwie zbiorowym. Po dwóch latach ogłoszono, że strony doszły do ugody. Jej szczegółów nie ujawniono, jednak szacowano wartość środków na 500 tysięcy dolarów amerykańskich, co miało stanowić absolutne minimum prawdziwej wartości środków, jakimi Credit Suisse dysponował w imieniu jej ojca. Była to pierwsza taka ugoda, w której banki szwajcarskie zgodziły się na wypłatę środków, mimo nieprzedstawienia przez spadkobierców wymaganych dokumentów. Choć w ramach ugody Sapir wycofała się z pozwu zbiorowego, dołączyło do niego w sumie ok. 10 tysięcy spadkobierców dawnych właścicieli kont w szwajcarskich bankach.
Estelle Sapir zmarła 13 kwietnia 1999 roku w swoim domu w Queens, New York, na atak serca po długiej chorobie. Nigdy nie wyszła za mąż, do śmierci pozostała także obywatelką Polski, nigdy nie przyjęła obywatelstwa amerykańskiego i przebywała w USA na prawach zarejestrowanego cudzoziemca z prawem pobytu (permanent resident alien).